# 青山浩行
青山 浩行（あおやま ひろゆき、1964年5月31日 - ）は、日本のアニメーター、キャラクターデザイナー。テレコム・アニメーションフィルム、フリーを経て、スタジオ地図所属。

## 人物・略歴
スタジオジブリ作品では『耳をすませば』『コクリコ坂から』『風立ちぬ』などで原画を担当。細田守監督作品では『ONE PIECE THE MOVIE オマツリ男爵と秘密の島』『おおかみこどもの雨と雪』『バケモノの子』で原画、『時をかける少女』『サマーウォーズ』『未来のミライ』で作画監督を務め、『竜とそばかすの姫』では作中の現実世界の方の作画監督とキャラクターデザインを担当した。
1997年、八崎健二、矢野雄一郎、増田敏彦とともに原画の一人として参加したテレコム・アニメーションフィルム制作のテレビアニメ『スーパーマン』がエミー賞アニメーション部門の「優れたアニメーション演技賞」を受賞。
2010年から2012年にかけて講談社青い鳥文庫版『名探偵ホームズ』シリーズ（訳：日暮まさみち）の装画と挿絵を担当し、同作は名作物の売れ筋となった。2012年、同シリーズの「名探偵ホームズまだらのひも」は、読者の子供によって選ばれる「箕面・世界子どもの本アカデミー賞」で主演男優賞を受賞し、青山も表彰された。
2019年、明治安田生命による『サマーウォーズ』10周年とのタイアップCM制作プロジェクトで描き下ろしビジュアルを発表。2020年、スタジオ地図が制作した明治安田生命のアニメCM「亜希のちかい」でキャラクターデザイン・作画監督を務める。

## 主な作品

### テレビアニメ
- バーチャファイター (1995~1996) 作画監督 (8話、13話)
- スーパーマン(1997)、演出
- ザ・ニュー・バットマン・アドベンチャーズ(1998)、演出
- モンスターファーム〜円盤石の秘密〜 (1999~2000) 原画 (33話)
- サイバーシックス (2000~2001) 絵コンテ、作画監督 (4話、12話)
- 機巧奇傳ヒヲウ戦記 (2000~2001) 原画(23話)
- パタパタ飛行船の冒険 (2001~2002) 絵コンテ (3話、17話、19話、23話)[7]、原画 (2話、7話、25話)
- ぴたテン (2002) 絵コンテ (16話、19話)
- 花田少年史 (2002~2003) 絵コンテ
- GUNSLINGER GIRL (2003~2004) 絵コンテ (4話)
- ポポロクロイス (2003~2004) 原画 (1話)
- MONSTER (2004~2005) 絵コンテ (57話)、作画監督 (57話、67話)、原画 (37話)
- 攻殻機動隊 S.A.C. 2nd GIG (2004~2005) 原画 (4話、17話、26話)
- ケモノヅメ (2006) アバン作画 (6話)、原画 (OP、11話)
- NANA (2006~2007) 絵コンテ
- 電脳コイル (2007) 作画監督 (23話)、原画 (11話、12話、21話、23話、最終26話)
- スペース☆ダンディ (2014) 作画監督 (2話)
- 舟を編む (2016) キャラクターデザイン、総作画監督
- LAZARUS ラザロ (2025) 原画、作画監督 (4話)
- ガチアクタ (2025）原画（4話）

### 劇場アニメ
- ルパン三世 風魔一族の陰謀 (1987) 原画
- AKIRA (1988) 原画
- 走れメロス (1992) 原画
- ルパン三世 くたばれ!ノストラダムス (1995) 原画
- 耳をすませば (1995) 原画
- 猫の恩返し (2002) 原画
- スチームボーイ (2004) 原画
- それいけ!アンパンマン 夢猫の国のニャニイ (2004) 原画
- ONE PIECE THE MOVIE オマツリ男爵と秘密の島 (2005) 原画
- 時をかける少女 (2006) 作画監督[8][注 1]
- スカイ・クロラ The Sky Crawlers (2008) 原画
- サマーウォーズ (2009) 作画監督・アニメーションキャラクター設定[注 2]
- ももへの手紙 (2012) 原画
- 風立ちぬ （2013）原画
- バケモノの子（2015）原画
- 映画ドラえもん 新・のび太の日本誕生（2016）第二原画
- 未来のミライ（2018）作画監督
- きみと、波にのれたら（2019）原画
- 竜とそばかすの姫（2021）現実世界キャラクターデザイン・作画監督
- すずめの戸締まり (2022) 原画

### OVA
- おざなりダンジョン 風の塔 (1991) 原画 (3話)
- トップをねらえ2! (2004~2006) 原画 (1話)

## 出版物

### 小説
- コナン・ドイル『名探偵ホームズシリーズ』 (講談社青い鳥文庫版) - 装画、挿絵を担当。
- 内田康夫『浅見光彦シリーズ』 (講談社青い鳥文庫版) - 装画、挿絵を担当。

### 絵本
- 原作：細田守、絵：青山浩行、文：にわかな『ミライちゃん、すきくないの』 (角川書店、2018年7月20日発売) - 絵を担当[注 3]。